# 1 Pułk Artylerii Mieszanej
1 Ciechanowski Pułk Artylerii Mieszanej im. Marszałka Józefa Piłsudskiego (1 pam) – oddział artylerii Wojska Polskiego.
Pułk został sformowany w 1994 roku, w garnizonie Ciechanów, w składzie 1 Warszawskiej Dywizji Zmechanizowanej. 4 grudnia tego samego roku pułk otrzymał sztandar, a uroczystość odbyła się z udziałem ówczesnego ministra stanu, szefa BBN Henryka Goryszewskiego.
8 lutego 1995 żołnierze pułku na poligonie w Orzyszu oddali pierwsze salwy, a uczynił to dywizjon artylerii haubic którym dowodził mjr Kazimierz Dymek.

## Tradycje pułku

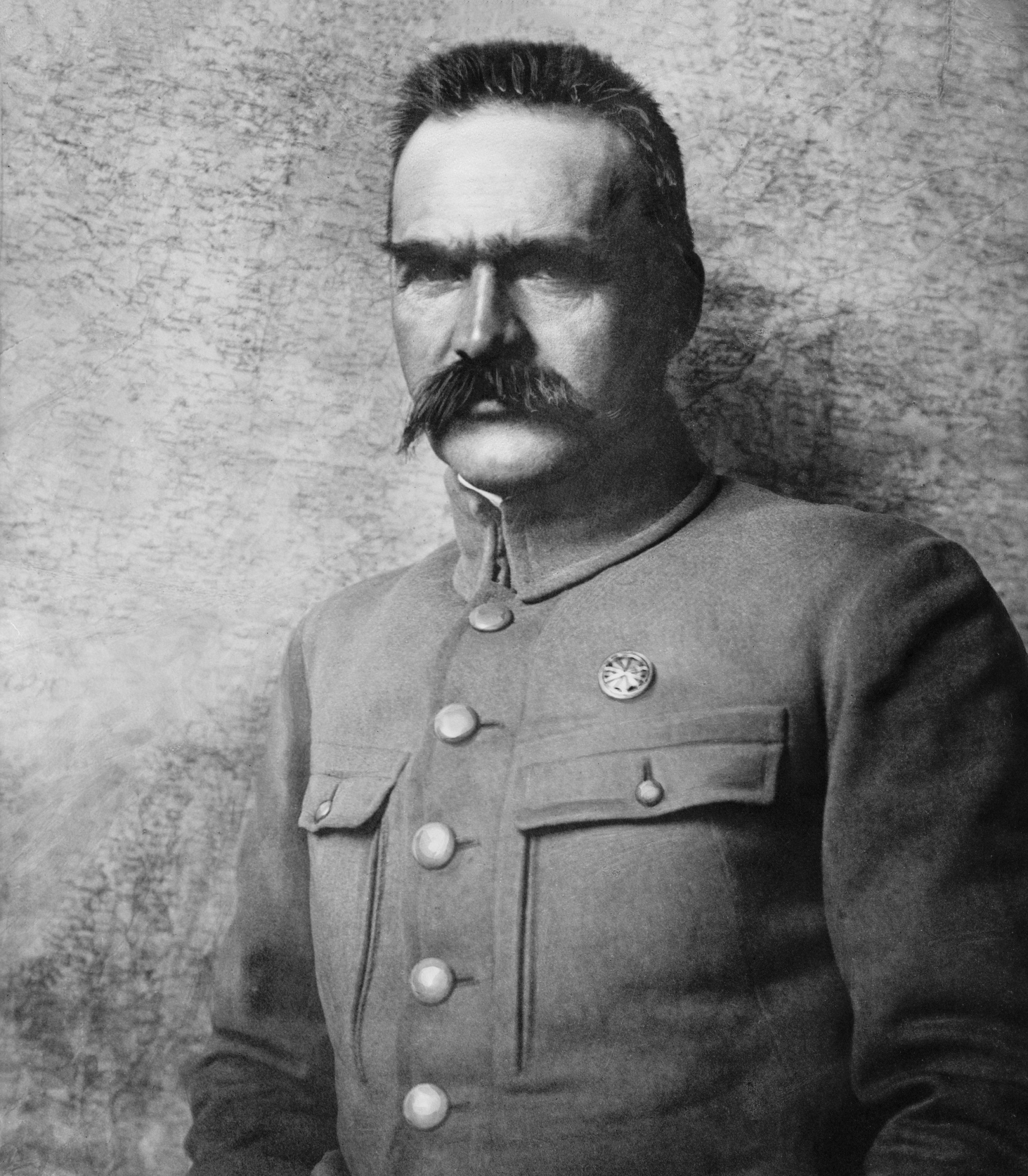
Józef Piłsudski

11 listopada 1994 roku pułk otrzymał nazwę wyróżniającą "Ciechanowski" i imię patrona Marszałka Polski Józefa Piłsudskiego oraz przejął dziedzictwo tradycji:
- 1 Brygady Artylerii (1789-1794)
- 1 batalionu artylerii (1806-1814)
- 1 kompanii artylerii lekkopieszej (1815-1831)
- 1 pułku artylerii polowej Legionów (1914-1917)
- 1 pułku artylerii lekkiej Legionów im. Józefa Piłsudskiego (1918-1939)
- 1 pułku artylerii lekkiej (1943-1945)
- 1 Berlińskiego pułku artylerii lekkiej (1945-1993)

Dzień 4 grudnia został ustanowiony świętem Pułku.
W 2000 roku jednostka została przeformowana na 1 pułk artylerii.

## Struktura organizacyjna
dowództwo, sztab
- bateria dowodzenia
- dywizjon haubic 122 mm
- dywizjon haubic 152 mm
- dywizjon artylerii rakietowej

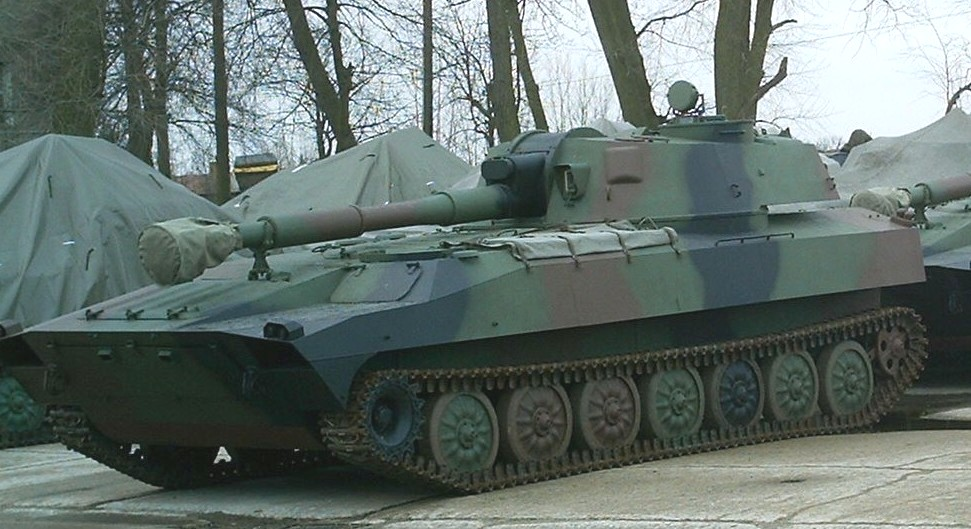
2S1 Goździk

- trzy dywizjony artylerii przeciwpancernej (skadrowane)
- kompanie: zaopatrzenia, remontowa, medyczna

## Odznaka pamiątkowa
Środek wypełnia miniatura odznaki 1 Brygady Legionów Polskich "Za wierną służbę" z 1916 roku jako podkreślenie ideowego związku z tą brygadą. Od miniatury odbiegają cztery wici – strzały inspirowane starymi znakami z pieczęci Zbrosława, kanonika wrocławskiego z 1276 roku oraz cztery tarcze – topory wypełnione zieloną emalią. Na nich widnieje cyfra pułkowa i jego inicjały 1PAM. Cyfra pułkowa i litery inicjału oparte są o skrzyżowane lufy armatnie.